# Indira Gandhi
Indira Gandhi (en hindi: इन्दिरा प्रियदर्शिनी गान्धी; Allahabad, 19 de novembre de 1917 - Nova Delhi, 31 d'octubre de 1984), nom de soltera Indira Nehru, fou una política índia, primera ministra de l'Índia des de 1966 fins a 1977 i novament des de 1980 fins a 1984. També va ser líder del Congrés Nacional Indi entre 1959 i 1984 i va ostentar uns quants càrrecs ministerials al gabinet de Lal Bahadur Shastri i dins del seu propi govern. Va ser l'única filla i l'hereva de Jawaharlal Nehru, un dels líders del moviment independentista indi i el primer primer ministre de l'Índia. És l'única dona que ha ostentat el càrrec de primera ministra, i la que ho ha fet durant més temps, després del seu pare. El 1999, Indira Gandhi va ser nomenada «Dona del Mil·lenni» en una enquesta en línia organitzada per la BBC.

## Biografia
Es graduà al Somerville College de la Universitat d'Oxford. Després d'estudiar durant anys a l'estranger, va tornar al seu país natal i va casar-se amb Feroze Gandhi, de qui va adoptar el cognom (i que no tenia relació familiar amb Mahatma Gandhi). Va iniciar la seva carrera política de jove i el 1938 va ingressar al Congrés Nacional Indi, que va participar activament per la Independència de l'Índia. Posteriorment va convertir-se en companya política del seu pare i durant els 17 anys que aquest va ostentar el poder se la va veure molt sovint en actes oficials nacionals i internacionals, per la qual cosa va arribar a ser una figura molt reconeguda, cosa que va facilitar-li la seva pròpia carrera política.
Després de la retirada d'U. N. Dhebar, el 1959 va ser nomenada Presidenta del Congrés Nacional Indi (INC), però en 1960 el seu marit va morir sobtadament d'un atac de cor i Gandhi es va retirar per dol, sent escollit Neelam Sanjiva Reddy com a nou president del congrés.
Quan Jawaharlal Nehru va morir en 1964, va ser substituït per Lal Bahadur Shastri com a primer ministre i Indira va ser nomenada Ministra d'Informació i radiodifusió del seu govern, càrrec que ostentaria fins al 1973.

### Primera ministra
Quan Lal Bahadur Shastri va morir prematurament el 1966, Indira Gandhi va assumir el càrrec de Primera ministra de l'Índia. Posteriorment afegiria a aquest càrrec el de Ministra de Finances (1969-1970), Ministra de l'Interior (1970-1973) i Ministra de Defensa (1975).
El 1967 l'oposició es va unir sota el Samyukt Vidhayak Dal, i va obtenir el control d'alguns estats, posant a part de la direcció contra Indira, que el El 12 de novembre de 1969, Indira Gandhi va ser expulsada del partit del Congrés per violar la disciplina del partit i el partit es va dividir en dues faccions una de les quals, que controlava l'aparell regional, l'INC (O) aviat conegut com a Vell Congrés dirigit per Kumaraswami Kamaraj, que va acabar al partit Janata mentre Indira Gandhi que va crear una organització rival Congrés Nacional Indi (R). Indira tenia el control de la maquinària del partit i aviat el seu grup fou conegut com a "real INC" per la comissió electoral índia, tot i ser una escissió.
Durant el seu primer mandat d'onze anys va desenvolupar una política econòmica d'industrialització del país, mantenint bones relacions amb la Unió Soviètica i un important distanciament dels Estats Units. El 27 de març de 1971, el major Ziaur Rahman, un bengalí veterà de Guerra del Regiment De Bengala Oriental de l'Exèrcit del Pakistan, va declarar la independència del Pakistan Oriental com la nació nova de Bangladesh i Gandhi va donar suport militar al Mukti Bahini en la Guerra d'independència de Bangladesh per tal de debilitar el seu rival geopolític, el Pakistan, convertint el conflicte en la Guerra indopakistanesa de 1971. Entre 300.000 a 3.000.000 de persones moriren en la guerra i milions d'hindús i bengalís fugiren a l'Índia.
A causa de la guerra, la sequera i la crisi del petroli de 1973, la recessió de 1973-1975, i les vagues i les protestes havien paralitzat el govern i perjudicat molt l'economia del país. Davant l'oposició política massiva, la deserció i el desordre a tot el país i el partit, Gandhi va seguir els consells d'uns quants fidels i el seu fill petit Sanjay Gandhi, el poder del qual havia crescut considerablement durant els últims anys fins a convertir-se en una autoritat extraconstitucional, i el 1975 va declarar un controvertit estat d'emergència que li va permetre governar per decret, establir la censura en els mitjans i restringir les llibertats individuals. Durant aquest període es van dur a terme uns quants abusos que la van portar a perdre les eleccions generals índies de 1977 davant de Morarji Desai del Janata, un dels seus principals rivals polítics.

### A l'oposició
Després de perdre el poder, va haver d'enfrontar-se a diverses acusacions de corrupció, violació de la llei electoral i repressió dels seus opositors polítics, però la divisió de Janata va portar a unes noves eleccions anticipades el 1980.

### Segon mandat de primera ministra
A les eleccions generals índies de 1980 va aconseguir recuperar el càrrec de primera ministra. El 1980 l'Agència Índia d'Investigació Espacial va llançar el satèl·lit Rohini RS-1 a bord del vehicle de llançament SLV-3 de construcció autòctona, convertint l'Índia en el setè país a dur a terme llançaments orbitals. El seu segon mandat va destacar-se per la repressió del nacionalisme sikh al Panjab, que buscava la creació d'un estat independent sikh al nord del país. El 1984 va llançar l'Operació Estrella Blava, que va acabar amb la mort 500 persones entre elles del líder independentista Jarnail Singh Bhindranwale. Aquestes accions van provocar un gran descontentament entre els sikhs però van fer-li guanyar popularitat entre altres sectors de la població, cosa que la portaria a guanyar la reelecció a les eleccions generals índies de 1984.

### Assassinat
Pocs mesos després de l'Operació Estrella Blava, el 31 d'octubre de 1984, va ser assassinada pels seus guardaespatlles sikh.

## Llegat
El seu llegat polític és controvertit, destacant per una forta intransigència, una centralització de poder sense precedents, acusacions de nepotisme i una important repressió de la dissidència. Malgrat això és reconeguda com una de les dones més importants de la història i ha rebut nombrosos reconeixements, com el Premi Lenin de la Pau entre els pobles o el Bharat Ratna.
Després de conduir l'Índia a la victòria contra el Pakistan a la Guerra d'Alliberament de Bangladesh el 1971, el president VV Giri va concedir a Gandhi el màxim honor civil de l'Índia, el Bharat Ratna.
El 2011, l'Honor a la Llibertat de Bangla Desh (Bangla Desh Swadhinata Sammanona), el premi civil més alt de Bangla Desh, va ser concedit pòstumament a Gandhi per les seves «contribucions destacades» a la Guerra d'Alliberament de Bangla Desh.

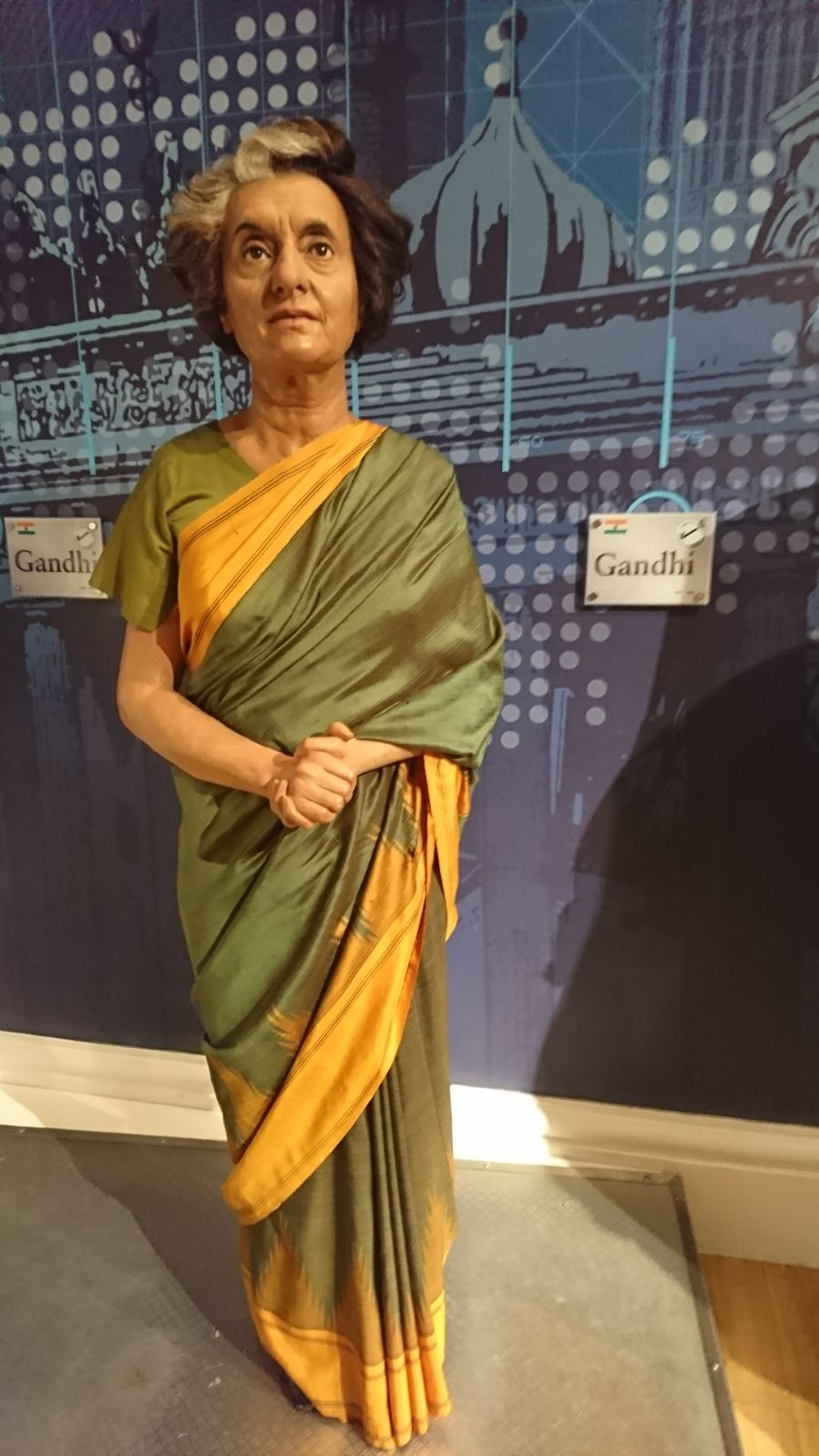
Estàtua de cera d'Indira Gandhi al Madame Tussauds, Londres

El llegat principal de Gandhi va ser mantenir-se ferma davant la pressió estatunidenca per derrotar el Pakistan i convertir el Pakistan oriental en un Bangla Desh independent. També va ser responsable que l'Índia s'unís al grup de països amb armes nuclears. Tot i que l'Índia forma part oficialment del Moviment dels països no alineats, va donar a la política exterior índia una inclinació cap al Bloc de l'Est. L'any 1999, Gandhi va ser nomenada «Dona del mil·lenni» en una enquesta en línia organitzada per la BBC. El 2012, va ocupar la setena posició de l'enquesta d'Outlook India sobre l'Índia més gran.
Estant al capdavant de la política índia durant dècades, Gandhi va deixar un llegat poderós però controvertit sobre la política índia. El principal llegat del seu govern va ser la destrucció de la democràcia interna del partit al partit del Congrés. Els seus detractors l'acusen d'afeblir els primers ministres de l'Estat i, per tant, de debilitar l'estructura federal, debilitar la independència del poder judicial i debilitar el seu gabinet en conferir el poder al seu secretariat i als seus fills. Gandhi també està associada amb el foment d'una cultura de nepotisme a la política índia i a les institucions de l'Índia. També s'associa gairebé de manera singular amb el període de govern d'emergència i el període fosc de la democràcia índia que va comportar.
El partit del Congrés va ser una «església àmplia» durant el moviment independentista; tanmateix, va començar a convertir-se en una empresa familiar controlada per la família d'Indira Gandhi durant l'emergència. Això es va caracteritzar pel servilisme i la simpatia cap a la família que més tard es va convertir en una successió hereditària dels membres de la família Gandhi al poder.
Se suposa que un dels seus llegats és la corrupció sistemàtica de totes les parts del govern de l'Índia, des de l'executiu fins al poder judicial, a causa del sentiment d'inseguretat. La quaranta-dosena esmena de la Constitució de l'Índia que es va adoptar durant l'emergència també es pot considerar com a part del seu llegat. Tot i que les impugnacions judicials i els governs no membres del Congrés van intentar diluir l'esmena, encara es manté.
Tot i que l'empresa Maruti Udyog va ser establerta per primera vegada pel fill de Gandhi, Sanjay, va ser sota Indira que l'empresa aleshores nacionalitzada va agafar protagonisme.
Continua sent l'única dona que ha ocupat el despatx de primer ministre de l'Índia. El 2020, Gandhi va ser nomenada per la revista Time entre les 100 dones poderoses del món que van definir el segle passat. Shakti Sthal el nom de la qual es tradueix literalment com a lloc de força és un monument a ella.
Indira Gandhi ha estat votada en un procés participatiu realitzat al març del 2010 a Palafrugell de dones que mereixen un carrer.

## En la cultura popular
Si bé les representacions d'Indira Gandhi per part d'actors del cinema indi generalment s'han evitat, amb cineastes que utilitzen plans posteriors, siluetes i veus en off per donar impressions del seu personatge, s'han fet diverses pel·lícules sobre el seu mandat, polítiques o assassinat.
Com ara Aandhi (1975) de Gulzar, Kissa Kursi Ka (1975) d'Amrit Nahata , Nasbandi (1978) d'IS Johar, Maachis (1996) de Gulzar, Hazaaron Khwaishein Aisi (2003) de Sudhir Mishra, Hawayein (2003) Mann, Des Hoyaa Pardes (2004) de Manoj Punj, Kaya Taran (2004) de Sashi Kumar, Amu (2005) de Shonali Bose, Kaum De Heere (2014) de Ravinder Ravi, 47 to 84 (2014) de Rajiv Sharma, Punjab 1984 (2014) d'Anurag Singh, The Fourth Direction (2015) de Gurvinder Singh, Dharam Yudh Morcha (2016) de Naresh S. Garg, 31 d'octubre (2016) de Shivaji Lotan Patil, Baadshaho (2017) de Milan Luthria, Toofan Singh (2017) de Baghal Singh, Sonchiriya (2019) d'Abhishek Chaubey, Shukranu (2020) de Bishnu Dev Halder. Aandhi, Kissa Kursi Ka i Nasbandi destaquen per haver estat estrenades durant la vida de Gandhi i van ser objecte de censura durant l'emergència.
La vall de l'Indus a Indira Gandhi és un documental índia de dues parts de 1970 de S. Krishnaswamy que recorre la història de l'Índia des dels primers temps de la civilització de la vall de l'Indus fins a Indira Gandhi, primer ministre. The Films Division of India va produir Our Indira, un curtmetratge documental de 1973 dirigit per SNS Sastry que mostra l'inici del seu primer mandat com a primer ministre i els seus discursos a la Conferència d'Estocolm.
Pradhanmantri (Traducció literal: Primer Ministre), una sèrie de televisió documental índia del 2013 que es va emetre a ABP News i cobreix les diferents polítiques i mandats polítics dels primers ministres indis, inclou el mandat de Gandhi als episodis Indira Gandhi Becomes PM, Split in Congress Party, Història abans de la guerra indopakistanesa de 1971, Guerra indopakistanesa de 1971 i naixement de Bangla Desh, Estat d'emergència a l'Índia de 1975-77 i Indira Gandhi torna com a primer ministre i l'operació Blue Star amb Navni Parihar retrata el paper de Gandhi. Parihar també interpreta Gandhi a la pel·lícula índia del 2021 Bhuj: The Pride of India, que es basa en la Guerra indo-pakistanesa de 1971.
El tabú que envolta la representació d'Indira Gandhi al cinema indi ha començat a dissipar-se en els últims anys amb actors que la retraten a les pel·lícules. Entre els retrats destacats destaquen: Sarita Choudhury a Midnight's Children (2012); Mandeep Kohli a Jai Jawaan Jai Kisaan (2015); Supriya Vinod a Indu Sarkar (2017), NTR: Kathanayakudu / NTR: Mahanayakudu (2019) i Yashwantrao Chavan – Bakhar Eka Vaadalaachi (2014); Flora Jacob a Raid (2018), Thalaivi (2021) i Radhe Shyam (2022), Kishori Shahane a PM Narendra Modi (2019), Avantika Akerkar a Thackeray (2019) i 83 (2021), Supriya Karnik a Main Mulayam Singh Yadav (2021), Lara Dutta a Bell Bottom (2021).

## Guardons
Orde Olímpic d'or